# 邳苍分洪道
邳苍分洪道，又称武河行洪道，沂、武河行洪道，位于中国江苏省北部和山东省南部，中运河左岸支流，是为分泄沂河洪水，沿古代引沂济运旧道，于1958年开挖的人工河道。邳苍分洪道北起山东省郯城县北部李庄镇的江风口分洪闸，沿原武河旧道西南流经临沂市罗庄区黄山镇，至苍山县庄坞镇北多福庄，左岸有多福庄闸分流入武河。分洪道继续西南流，进入江苏省邳州市，在邳州市北部邳城镇的大谢湖注入中运河。全长74公里，流域面积2357平方公里。途纳陷泥河、南涑河、燕子河、东泇河、汶河和西泇河等支流。